# Eurydice spinigera
Eurydice spinigera es una especie de crustáceo isópodo marino de la familia Cirolanidae.

## Distribución geográfica
Se distribuye por el océano Atlántico nororiental, el mar Mediterráneo y el mar Negro.